# Leichenum
Leichenum (лат.) — род жесткокрылых из семейства чернотелок, единственный представител подтрибы Leichenina трибы Pedinini.

## Описание
Тело покрыто чешуйками и волосками. Глаза в коротких щетинках. Крылья имеются.

## Экология
Обитают в песчаной и супесчаной почве

## Систематика
В составе рода 7 видов:
- Leichenum argillaceum Motschulsky, 1863
- Leichenum canaliculatum (Fabricius, 1798)
- Leichenum mucronatum (Küster, 1849)
- Leichenum muelleri Gridelli, 1939
- Leichenum pictum (Fabricius, 1801)
- Leichenum pulchellum (Lucas, 1846)
- Leichenum variegatum (Klug, 1833)

## Распространение
Встречается в Палеарктике, Афротропике (включая Мадагаскар), Ориентальной области.